# Chráněné území La Rocchetta
Chráněný biotop La Roccheta je území na vtoku řeky Noce z údolí Val di Non do náplavové roviny Piana Rotaliana. Jedná se o oblast péče o stanoviště a druhy lužního společenství v horské soutěsce. Stěžejním předmětem ochrany jsou hnízdiště moudivláčka lužního (Remiz pendulinus).

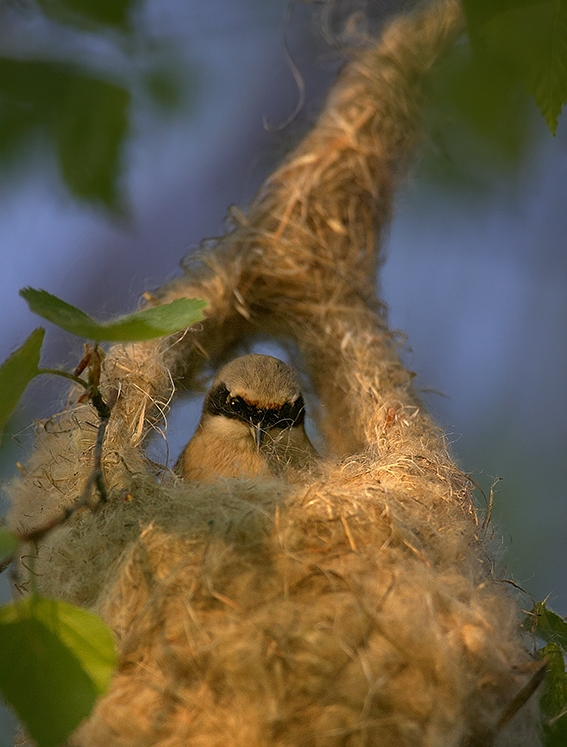
Hnízdící moudivláček

Soutěska Rocchetta rozděluje pohoří Brenta od Nonsbergských Alp hlubokým a úzkým údolím řeky Noce. Řeka zde vtéká do údolí řeky Adiže a její nadmořská výška je zde nejnižším bodem údolí Val di Non. Na ostrohu nad levým břehem byla v 19. století vybudována pevnost Rocchetta, která byla schopna dělostřeleckou palbou pokrýt celé pánevní dno širokého údolí Val di Non. Pro účely zásobování vodou byla pod pevností řeka přehrazena za účelem vytvoření vodní nádrže. Pevnost byla v roce 1922 zničena výbuchem muničního skladu a tím skončila lidská činnost v tomto místě. Silnice a železnice jsou vedeny vysoko nade dnem údolí a lokalita se vyvíjela zcela bez lidského dozoru. Vodní nádrž se časem zanesla říčními sedimenty a vznikla tak náplavová plošina podobného typu, jaká zmizela po melioračních pracích v Piana Rotaliana. V roce 1929 bylo uvedeno do provozu vodní dílo Mezzocorona, které většinu průtoku řeky Noce odvádí ve skalním potrubí nad Mezzocoronu. Proti povodním na řece začala v roce 1951 působit přehrada Santa Giustina. Oblast se tak ocitla mimo nebezpečí povodní, vlivem přítoku Spormaggiore však oblast zůstala dostatečně zásobena pravidelným průtokem. Ačkoli se jedná o oblast s vysokým počtem slunečných dní, na dno soutěsky proniká světlo mezi skalními masivy jen několik hodin denně, vyskytují se zde často mlhy a místo působí divokým dojmem.
Území mimo lidskou činnost, přesto však v blízkosti turistické oblasti, bylo jako chráněné území vyhlášeno v roce 1992. Hlavním předmětem ochrany je ptactvo, zvláštní pozornost je věnována moudivláčku, jehož hnízdění je zde zaznamenáno poprvé v provincii Trentino a jemuž vyhovuje právě oblast zanesené nádrže. Stálými a pravidelně hnízdícími osadníky rezervace jsou kachna divoká, ledňáček, pisík obecný, skorec vodní, konipas luční a konipas horský.  
Oblastí vede naučná stezka, založená často na dřevěných pilotech.